# Tarnowiec (powiat nowotomyski)
Tarnowiec – wieś w Polsce położona w województwie wielkopolskim, w powiecie nowotomyskim, w gminie Lwówek.
W okresie Wielkiego Księstwa Poznańskiego (1815-1848) miejscowość wzmiankowana jako Tarnowce należała do wsi większych w ówczesnym powiecie bukowskim, który dzielił się na cztery okręgi (bukowski, grodziski, lutomyślski oraz lwowkowski). Tarnowce należały do okręgu lwowkowskiego i stanowiły część majątku Lwówek Zamek (niem. Neustadt), którego właścicielem był wówczas (1837) Antoni Łącki. W skład rozległego majątku Lwówek Zamek wchodziło łącznie 36 wsi. Według spisu urzędowego z 1837 roku Tarnowce liczyły 106 mieszkańców i 9 dymów (domostw).
W latach 1975–1998 miejscowość administracyjnie należała do województwa poznańskiego.